# 샌드위치 화합물
샌드위치 화합물(sandwich compound)은 샌드위치처럼 방향족 고리 리간드가 배위한 배위 화합물이다. 
이것은 2개의 아렌(고리) 리간드에 대한 햅틱, 공유 결합에 의해 결합된 금속을 특징으로 하는 화합물이다. 아렌의 화학식은 CnHn이며, 치환된 유도체(예: Cn(CH3)n) 및 헤테로사이클릭 유도체(예: BCnHn+1)를 가진다. 이 물질은 일반적으로 두 고리 사이에 위치하기 때문에 "샌드위치"라고 한다. 특별한 종류의 샌드위치 복합체는 메탈로센이다.
샌드위치 화합물이라는 용어는 X선 결정학으로 페로센의 구조를 확인한 J. D. 듀니츠, L. E. 오겔 및 R. A. 리치의 보고서에서 1956년 유기금속 명명법에 도입되었다. 두 개의 평행한 시클로펜타디에닐 고리 사이에 끼워진 철 원자를 특징으로 하는 분자의 올바른 구조는 수년 전에 로버트 번스 우드워드(Robert Burns Woodward)와 별개로 에른스트 오토 피셔(Ernst Otto Fischer)에 의해 제안되었다. 이 구조는 페로센 순응체에 대한 퍼즐을 설명하는데 도움이 되었다. 이 결과는 X선 결정학의 힘을 더욱 입증했으며 유기 금속 화학의 성장을 가속화했다.